# Kościół Najświętszego Serca Pana Jezusa w Fontanie
Kościół Najświętszego Serca Pana Jezusa w Fontanie (malt. Knisja tal-Qalb ta’ Ġesu, ang. Church of the Sacred Heart of Jesus) – kościół parafialny znajdujący się w miejscowości Fontana na wyspie Gozo, w Republice Malty.
Obiekt wpisany na listę zabytków National Inventory of the Cultural Property of the Maltese Islands (nr rej. 00942).

## Historia
Kamień węgielny pod budowę świątyni został wmurowany 29 stycznia 1892 lub 1893 roku. 29 stycznia 1905 roku kościół został uroczyście konsekrowany przez biskupa Giovanniego Marię Camilleriego. 27 marca 1911 roku biskup Camilleri erygował parafię w Fontanie. 29 marca 1953 roku poświęcono umieszczony na dzwonnicy zegar.

## Architektura

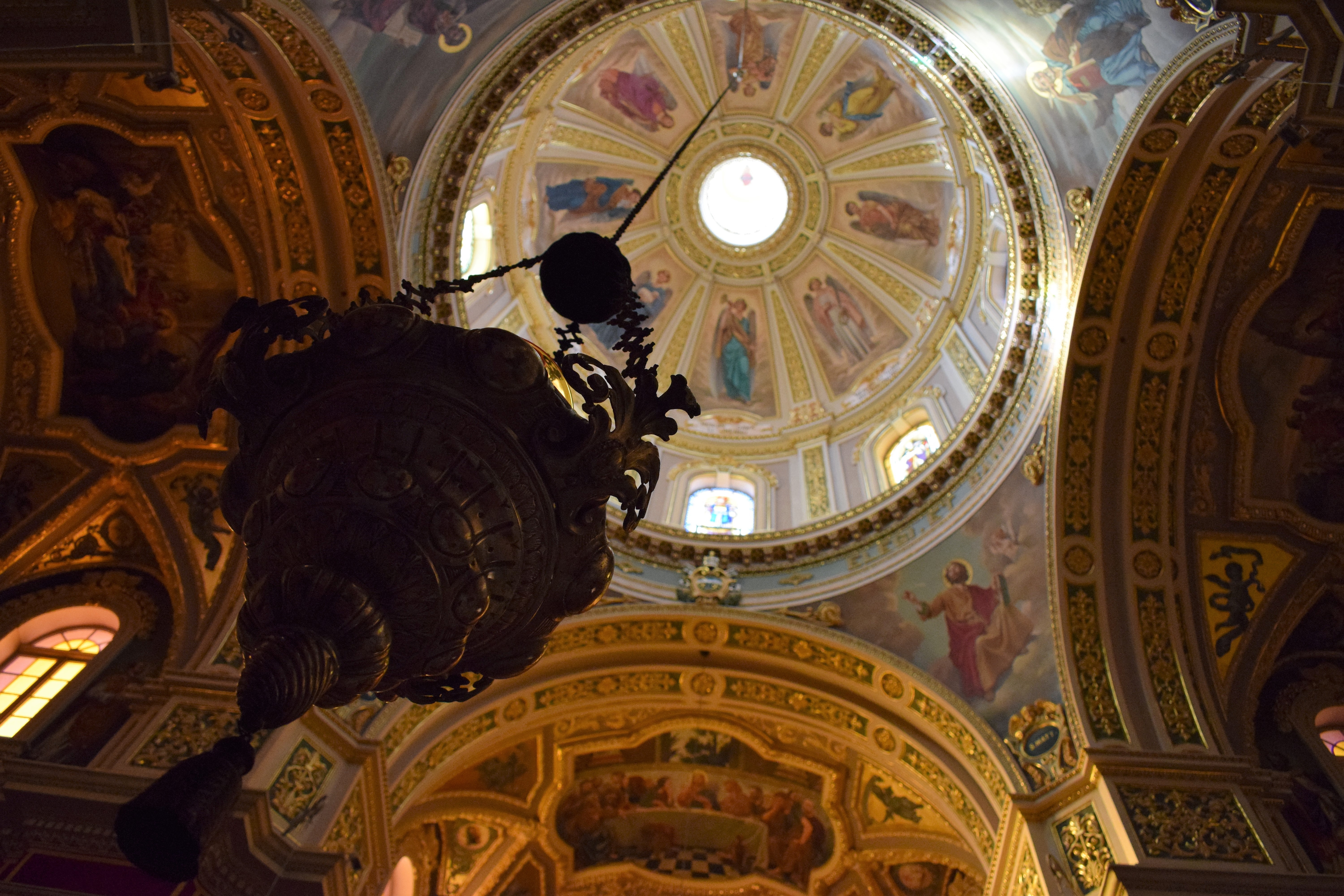
Sklepienie i jedna z lamp w kościele w Fontanie

Kościół parafialny w Fontanie stanowi późny przykład maltańskiej architektury barokowej. Elewacja zachodnia jest skromna, zdobiona prostymi filarami, elewacja frontowa natomiast o bogatszej ornamentyce, zwracającej uwagę na wejście główne. Jest ono ujęte pilastrami doryckimi, cofniętymi nieco poza lico budynku, co nadaje wrażenie monumentalności. Po obu stronach wejścia głównego znajdują się niewielkie drzwi poboczne ozdobione gładkimi sztukateriami, trójkątnymi frontonami i okrągłymi oknami.
Wzdłuż fasady ciągnie się proste belkowanie. Niższy poziom elewacji ma prostsze zdobienia, a wyższy – nieco bardziej wyszukane, co widać zwłaszcza w formie głowic. Kolejna plinta tworzy cofnięte belkowanie w najwyższej partii i trójkątny szczyt nad głównym wejściem, nad którym w niszy stoi również figura Jezusa Chrystusa. W tej kondygnacji obecne są także kamienne dekoracje w kształcie kuli, a pośrodku fasady znajduje się dzwonnica.
W ołtarzu znajduje się ukończony w 1904 roku obraz Serca Jezusowego, którego autorem jest maltański malarz, Giuseppe Calì.
Kościół posiada pięć dzwonów odlanych z brązu w 1958 roku. Noszą one imiona:
- Jezus Chrystus,
- św. Andrzej i św. Małgorzata Maria Alacoque,
- Najświętsza Maryja Panna i św. Antoni,
- św. Jan Ewangelista i św. Róża z Viterbo,
- św. Gerard Mazella.